# Oecetis submaculosa
Oecetis submaculosa är en nattsländeart som beskrevs av Douglas E. Kimmins 1963. Oecetis submaculosa ingår i släktet Oecetis och familjen långhornssländor. Inga underarter finns listade i Catalogue of Life.